# 香蕉俱樂部
《香蕉俱樂部》（日语：／ banana dorai bu */?），是朝日電視台系列在2020年5月17日起播出的談話綜藝節目，由香蕉人所冠名。
在2019年4月3日至2020年3月18日的期間，曾以《香蕉人的驅動三》一樣在朝日電視台播出。
節目的口號為「3個地點的汽車之旅」（3ヵ所をめぐる車旅）。

## 概要
由香蕉人開著車，載著嘉賓，開去想了解的，想去的三的地方，並一邊介紹景點的一個綜藝節目。
嘉賓在車上參觀選的這「三的地方」，此外各集主題是以「○○三」命名的，是香蕉人本人開這車一一介紹。節目組所用的車是「豐田Sienta」→「梅賽德斯-賓士A系列」
在途中，除了介紹景景點外，還會在車上進行談話，如嘉賓有什麼回憶跟香蕉人分享。
在香蕉人的驅動三播映結束後，2020年5月起，朝日電視台開播了後繼節目《香蕉俱樂部》，此節目是不定期放送的，自開播之後目前只有1回而已。

## 出演者
- 香蕉人
  - 日村勇紀－負責開車的司機。
  - 設樂統－坐在後座主持。[注 3]